# Alexei Brusilov
Alexei Alexeevici Brusilov (în rusă Алексей Алексеевич Брусилов; n. 3 august 1853, Tbilisi, Imperiul Rus – d. 17 martie 1926, Moscova, RSFS Rusă, URSS) a fost un general rus de cavalerie, cunoscut în special pentru dezvoltarea tacticilor militare ofensive folosite în timpul ofensivei care-i poartă numele (1916). În timpul planificării și pregătirii ofensivei, statul major al lui Brusilov a creat metode inovatoare de atac, care au anticipat tacticile de infiltrare extrem de eficiente ale germanilor, folosite de aceștia în 1918. Ofensiva Armatei a 8-a ruse a fost una dintre cele mai importante campanii țariste din primul război mondial. Austro-Ungaria a pierdut aproape 1,5 milioane de soldați și aproximativ 25.000 km 2 de teritoriu în timpul sus-numitei campanii ruse.
Ofensiva Brusilov și-a atins scopul inițial de a forța Germania să oprească atacul asupra  Verdunului și să transfere forțe considerabile spre est pentru sprijinirea Austro-Ungariei. Ofensiva de asemenea a cauzat Armatei Austro-Ungare pierderi atât de mari, încât în război nu a mai avut niciun rol semnificativ. Din cauza pierderilor mari al rușilor, ofensiva este considerată un eșec și de partea rusă, fiind una din motivele pentru care Rusia țaristă s-a retras din Primul Război Mondial. 

## Biografie
Brusilov s-a născut în Tiflis, Georgia. A urmat cursurile Școlii Imperiale de Cadeți, iar după intrarea în serviciul activ a participat la războiul ruso-turc, 1877-1879. A fost promovat la gradul de general în 1906. Brusilov a comandat în timpul primului război mondial Armata a 8-a și după ceva vreme, Frontul de sud-vest, câștigând reputația de a fi fost cel mai capabil general rus. În ciuda monarhismului său declarat, Brusilov i-a susținut pe cei care cereau abdicarea țarului.
După abdicarea țarului Nicolae al II-lea în februarie 1917, guvernul provizoriu l-a numit pe Brusilov în funcția de comandant suprem. În august 1917, generalul Brusilov a fost demis, el fiind izolat de politicienii care îl considerau un trădător al revoluției.
După Revoluția din Octombrie din 1917 și pe durata războiului civil rus, Brusilov a rămas inactiv. În 1920, el a intrat în rândurile Armatei Roșii. Brusilov, deși îi disprețuia pe bolșevicii ajunși la putere, vedea în ei mijlocul prin care națiunea rusă se putea ridica din nou la statutul de "Rusia Mare", unită și indivizibilă. Bolșevicii victorioși în războiul civil au reușit să reunifice prin forță sub comanda centralizată a Moscovei majoritatea teritoriilor care aparținuseră fostului Imperiu Țarist. Această realizare se pare că l-a încurajat pe Brusilov să intre în rândurile Armatei Roșii. El a considerat tot timpul că, mai devreme sau mai târziu, bolșevicii aveau să fie îndepărtați de la putere de un partid mai puternic și cu mai multă priză (autoritate, putere) la popor. Deși simpatizant al albilor, el nu i-a sprijinit deoarece, în timp ce aceștia atacau Rusia, comuniștii deschideau un front împotriva atacatorilor polonezi. Generalul Brusilov a participat la campania împotriva Poloniei, dar nu a ocupat o poziție importantă de comandă, fiind în principal consilier militar și inspector al cavaleriei.
După ce s-a pensionat la 70 de ani, el a trăit alături de soția sa bolnavă într-un apartament comun, alături de altă familie. A murit la Moscova, fiind înmormântat cu onoruri de stat în Cimitirul Novodevici, cu participarea reprezentanților noii Rusii (bolșevicii), cât și de cei ai vechii Rusii (clerul și câțiva foști burghezi). Soția generalului a socotit serviciul funerar unul simbolic, în care noua Rusie îngropa pe cea veche.
Memoriile de război ale lui Brusilov au fost traduse în engleză și au fost publicate în 1930 sub titlul "A Soldier's Notebook, 1914-1918".